# Energy Conversion and Management
Energy Conversion and Management is een internationaal, aan collegiale toetsing onderworpen wetenschappelijk tijdschrift op het gebied van de kernfysica.